# Wolfgang Klivana
Wolfgang Klivana (* 27. Oktober 1946 in Wien; † 13. Februar 2020 in Mödling, Niederösterreich) war ein österreichischer Theaterschauspieler.

## Leben
Wolfgang Klivana erhielt seine künstlerische Ausbildung an der Schauspielschule von Anna Lamberg-Offer in Wien. Seine ersten Theaterengagements hatte er in Deutschland am  Theater Dinkelsbühl und an den Städtischen Bühnen Lübeck.
Mit Beginn der Spielzeit 1973/74 wurde er an das Volkstheater Wien engagiert, dem er über 30 Jahre als festes Ensemblemitglied bis 2005 angehörte. Am Volkstheater Wien war er in über 120 Rollen zu sehen.
Er trat dort u. a. in Stücken von Shakespeare, Molière, Carlo Gozzi, Goethe, Schiller, Alexander Ostrowski, Arthur Schnitzler, Victorien Sardou, Ferenc Molnár, Friedrich Wolf, Witold Gombrowicz und Pavel Kohout auf. In der Spielzeit 1973/74 gehörte er zur Uraufführungsbesetzung von Harald Sommers Ich betone, daß ich nicht das geringste an der Regierung auszusetzen habe. In der Spielzeit 1976/77 spielte er in der „Deutschsprachigen Erstaufführung“ (DE) von John Mortimers Himmel und Hölle. In der Spielzeit 1978/79 trat er in der musikalischen Produktion Das kleine Café von Ralph Benatzky auf. 1985 verkörperte er den plumpen Sohn Simmerl in der Uraufführung des Theaterstücks Zwölfeleuten von Heinz Rudolf Unger; in dieser Inszenierung von Hermann Schmid gastierte er mit dem Volkstheaterensemble auch bei den Mülheimer Theatertagen. Großen Erfolg hatte er in der Spielzeit 1987/88 mit der Rolle des Kommis Peter in der Nestroy-Posse Das Gewürzkrämerkleeblatt. Er zählte außerdem zu den „prägenden Spielern“ in Paul Blahas Volkstheater-Studio.
Ab 2005 arbeitete Klivana als freischaffender Schauspieler. Er hatte Engagements bei den Wiener Festwochen, am Theater in der Josefstadt, an den Vereinigten Bühnen Bozen und bei der Neuen Bühne Villach. 2005 gastierte er bei den Schloss-Spielen Kobersdorf in Liliom; 2010 spielte er dort die Rollen Franz Flaut/Thisbe/Motte im Shakespeare-Klassiker Ein Sommernachtstraum.
Neben seinen Theaterarbeiten war er gelegentlich auch in Film und Fernsehen tätig. 
Im November 2019 wurde Klivana der Berufstitel „Professor“ verliehen. Klivana, der außerdem über 15 Jahre eine Lehrlingstheatergruppe der Wiener Berufsschulen leitete, starb unerwartet im Alter von 73 Jahren. Seine Urne wurde am Stadtpfarrfriedhof Baden beigesetzt.